# Besøg (film fra 2011)
Besøg er en kortfilm fra 2011 instrueret af Johannes Skov Andersen efter manuskript af Emma Agergaard Svendsen.